# Олімпійський гімн

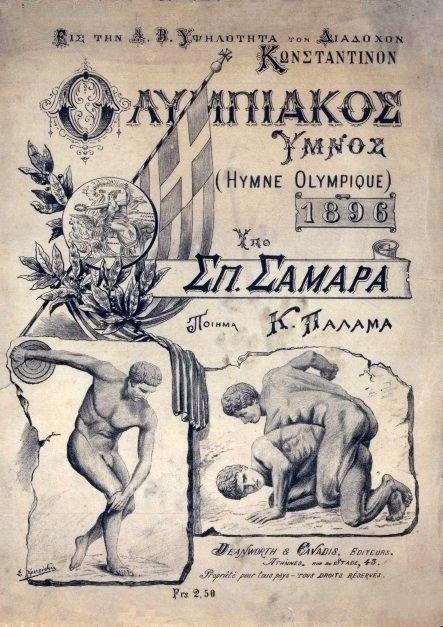
Титульна сторінка видання партитури і тексту Олімпійського гімну 1896 року

Олімпійський гімн (грец. Ολυμπιακός Ύμνος) — хоральна кантата, створена новогрецьким композитором Спірідоном Самарасом і покладена на слова поета Костіса Паламаса. Поета і композитора для написання гімну обрав особисто Деметріос Вікелас, активний діяч відновлення олімпійського руху і перший президент Міжнародного олімпійського комітету.
Вперше Олімпійський гімн прозвучав на церемонії відкриття перших Олімпійських ігор сучасності, які відбулись 1896 року в Афінах. Надалі кожна країна, що проводила наступні Ігри, доручала своїм музикантам написати новий ексклюзивний гімн. Так відбувалося до проведення Літніх Олімпійських ігор 1960 року в Римі. 1958 року МОК на 55-й сесії в Токіо затвердив Олімпійських гімн Самараса на вірші Паламаса офіційним олімпійським гімном. Відтоді цей гімн виконується щоразу під час церемонії відкриття Ігор.

## Текст гімну
| Оригінальний текст Αρχαίο Πνεύμα αθάνατον, αγνέ πατέρα του ωραίου, του μεγάλου και τ' αληθινού, κατέβα, φανερώσου κι άστραψε εδώ πέρα στη δόξα της δικής σου γης και τ' ουρανού. Στο δρόμο και στο πάλεμα και στο λιθάρι, στων ευγενών Αγώνων λάμψε την ορμή, και με το αμάραντο στεφάνωσε κλωνάρι και σιδερένιο πλάσε και άξιο το κορμί. και σιδερένιο πλάσε και άξιο το κορμί. Κάμποι, βουνά και θάλασσες φέγγουν μαζί σου σαν ένας λευκοπόρφυρος μέγας ναός. Και τρέχει στο ναό εδώ προσκυνητής σου, Και τρέχει στο ναό εδώ προσκυνητής σου, Αρχαίο Πνεύμ' αθάνατο, κάθε λαός, κάθε λαός Αρχαίο Πνεύμ' αθάνατο, κάθε λαός. | Переклад українською О давній безсмертний Дух, чистий батько Краси, величі й істини, Зійди, розкрий себе і спалахни тут блискавкою На славу власної землі і неба В бігу, у боротьбі чи у метанні, Засяй у мить благородного змагання, Коронуй нев'янучою гілкою І зроби тіло гідним і міцним, мов метал. Рівнини, гори і моря світяться тобою, Як біло-пурпурний великий храм, І поспішає в храм той твій паломник, О давній безсмертний Дух, кожна нація.-кожна нація. О давній безсмертний Дух, кожна нація. |

## Виконання різними мовами
| Літні Олімпійські ігри | Зимові Олімпійські ігри |
| - Гельсінкі 1952: — фінська і саамська - Мельбурн 1956: — англійська і шведська - Рим 1960: — італійська - Токіо 1964: — японська - Мехіко 1968: — іспанська - Мюнхен 1972: — німецька - Монреаль 1976: — французька - Москва 1980: — російська і грецька - Лос-Анджелес 1984: — англійська - Сеул 1988: — корейська - Барселона 1992: — іспанська і каталонська - Атланта 1996: — англійська - Сідней 2000: — грецька - Афіни 2004: — грецька - Пекін 2008: — грецька - Лондон 2012: — англійська - Ріо-де-Жанейро 2016: — англійська | - Осло 1952: — норвезька і саамська - Кортіна д'Ампеццо 1956: — італійська - Інсбрук 1960: — англійська - Інсбрук 1964: — німецька - Гренобль 1968: — французька - Саппоро 1972: — японська - Інсбрук 1976: — німецька - Лейк-Плесід 1980: — англійська - Сараєво 1984: — сербсько-хорватська - Калгарі 1988: — грецька - Альбервіль 1992: — французька - Ліллегаммер 1994: — норвезька - Нагано 1998: — японська - Солт-Лейк-Сіті 2002: — англійська - Турин 2006: тільки оркестр, без вокалу - Ванкувер 2010: — англійська і французька - Сочі 2014: — російська |